# Pierre aux Moines
La Pierre aux Moines est le nom donné à un mégalithe situé dans la forêt de Meudon, plus précisément dans la partie dénommée Bois de Clamart, sur le territoire de la commune de Clamart (département des Hauts-de-Seine). Dans les faits, la pierre a été confondue au XIXe siècle avec un autre mégalithe, la Pierre de Chalais, située à proximité, l'authentique Pierre aux Moines ayant de fait disparu. 

## Description

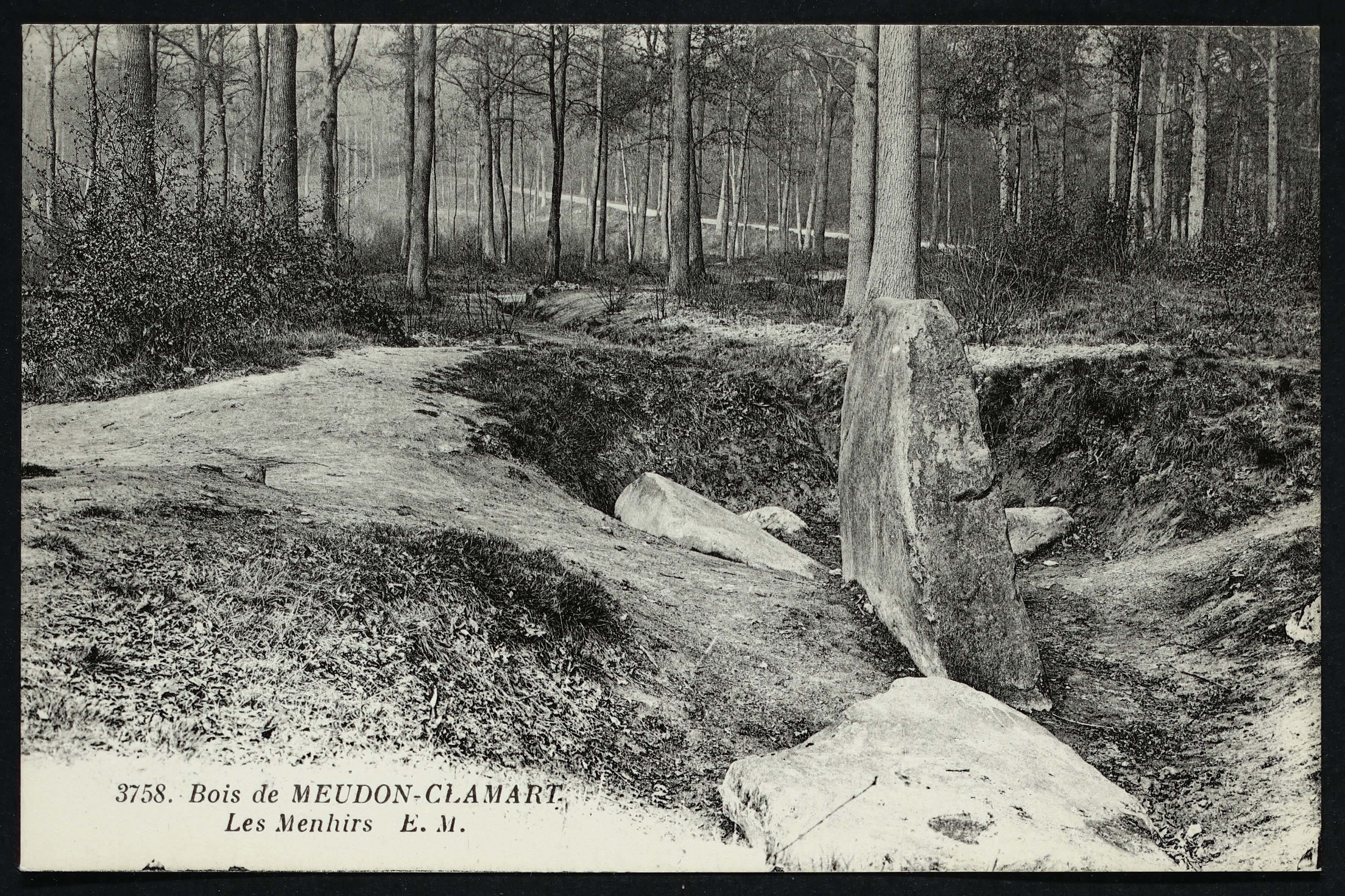
Carte postale du menhir, vers 1900.

Le mégalithe est constitué d'un bloc de grès  de Fontainebleau dont la surface est plane. Il mesure 2,20 m de hauteur pour une largeur variant de 2,10 m à la base à 0,70 m au sommet et une épaisseur de 0,55 m à la base et 0,28 m au sommet. La pierre est enterrée dans le sol sur 0,25 m de profondeur. Le sommet légèrement aplati de la pierre résulterait de son usage au cours des siècles comme aiguisoir à couteaux.
D'autres blocs gisent au sol à proximité dont une dalle de grès de 1,85 m sur 1,60 m, d'une épaisseur moyenne de 0,42 m et deux autres dalles de respectivement 1,40 m et 1,58 m de longueur.
La pierre comporte sur sa face orientée au nord-nord-est une sorte de gravure en forme de « U » (0,26 m de hauteur sur 0,21 m de largeur). Il pourrait s'agir d'une représentation dite du collier figurant la déesse funéraire. L'Abbé Breuil prétendait avoir reconnu plusieurs ocelles dans la partie supérieure de la pierre mais aucune gravure de ce type n'est désormais visible.
Bien que le mégalithe soit souvent classé parmi les menhirs, selon Paul de Mortillet, il pourrait s'agir des vestiges d'un ancien dolmen voire d'une allée couverte.

## Histoire d'une confusion

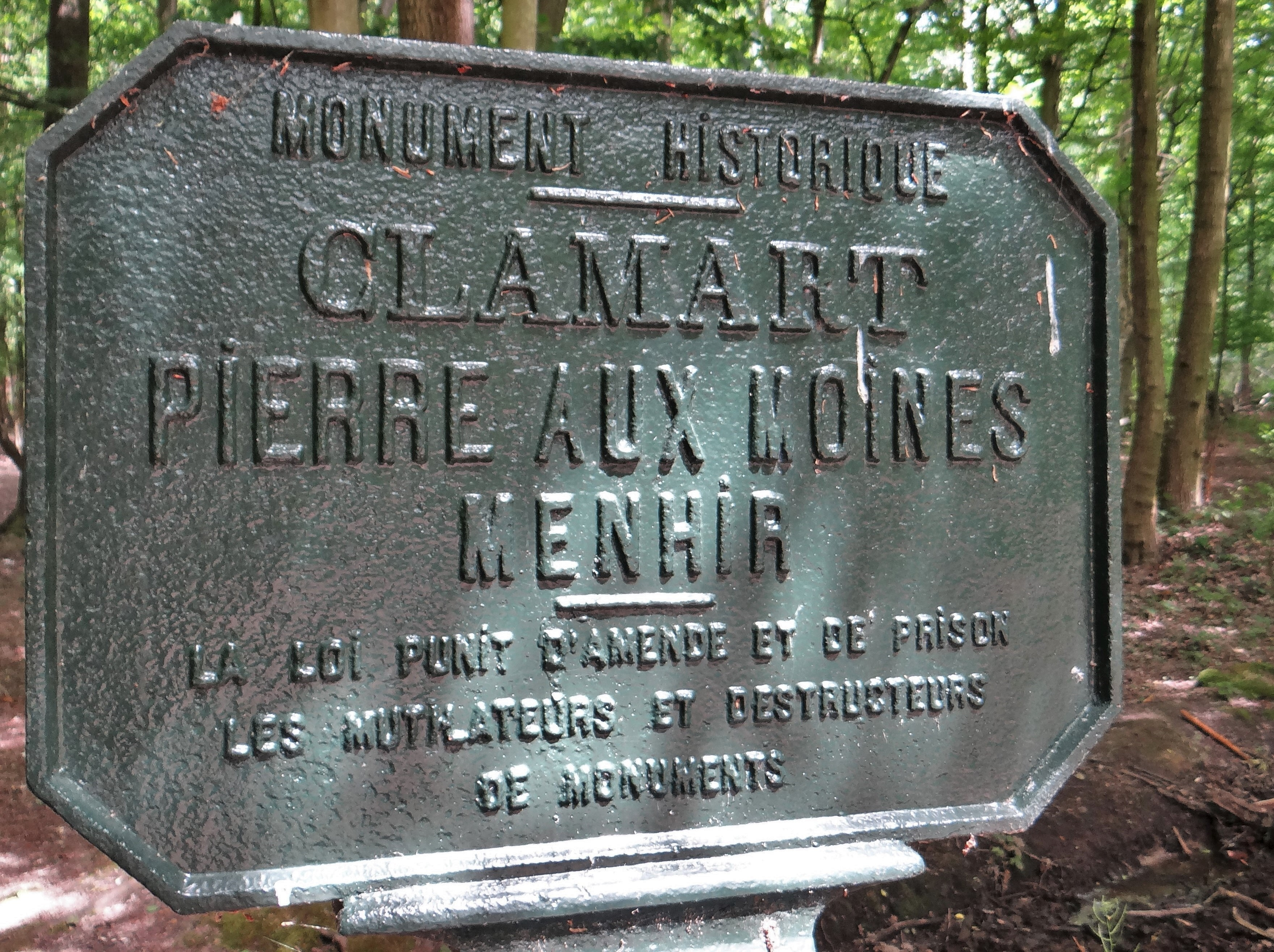
Panneau à côté de la Pierre.

L'existence de deux pierres dressées, l'une appelée Pierre de Chalais et l'autre Pierre aux Moines dans la forêt de Meudon est attestée anciennement. Grunewald a publié une étude en 1938 détaillant comment la confusion s'est opérée entre les deux édifices.
Sur le plan dressé en 1708 par le géographe Nicolas de Fer, intitulé Parc, jardins, château et bourg de Meudon, sont figurés les Bois de la Pierre-aux-Moines et la Pierre aux Moines, indiquée par un carré, au carrefour des anciennes routes du Carré aux Pièges et du Vieux Cimetière. Ce carrefour n'existe plus, depuis la construction en 1960 (c.) de l'avenue Claude-Trébignaud, qui passe précisément à l'emplacement de l'antique monument. 
Sur le plan d'Alexandre Lemoine, datée de mai 1723, intitulé Carte générale des Parcs et Jardins de Meudon et de Chaville et de leurs environs, la Pierre aux Moines est représentée au même endroit que sur le plan de de Fer et la Pierre de Chalais est représentée près de l'étang de la Garenne, désormais disparu, à l'endroit où l'on situe désormais la Pierre aux Moines. Sur le plan de Le Rouge, daté de 1780, le Bois de la Pierre aux Moines figure toujours, mais la Pierre aux Moines n'y figure plus alors que la Pierre de Chalais y figure encore. Vers 1850, le Dr Eugène Robert fit fouiller au pied d'une pierre, entre les carrefours de la Garenne et de la Justice, « connue dans le pays sous les noms de la Pierre aux Moines et de Pierre de Chalais ». Des fragments d'un vase et des traces de charbon sont découverts au cours de ces fouilles. En 1865, Robert ne mentionne plus dans ses ouvrages que la Pierre aux Moines près de la fontaine des Lins.
La pierre actuellement visible serait donc la Pierre de Chalais, la véritable Pierre aux Moines ayant disparu entre-temps. 
L'édifice est dessiné par Vacquer, conservateur adjoint au Musée Carnavalet, en 1875. Après un déboisement effectué en 1893, le site devient plus accessible, et de nombreux visiteurs s'y déplacent : Perrault-Dabot et Capitan en mai, Gabriel de Mortillet en juin, et Marcellin Berthelot le signale à l'Académie des Sciences le 24 juillet puis y entreprend de nouvelles fouilles. Louis Capitan et d'Ault du Mesnil les poursuivent en 1894 et découvrent trois autres dalles.
Le monument fait l’objet d’un classement au titre des monuments historiques en 1895 sous le nom de Pierre aux Moines, entérinant définitivement la confusion de Robert pourtant contraire aux plans de 1708 et de 1723. Par la suite seront créés le Carrefour de La Pierre-aux-Moines, puis l'hôpital de jour La Pierre-aux-Moines, dépendant de l'Établissement public de santé Paul-Guiraud.